# Compagnie du Chemin de Fer Franco-Ethiopien
La Compagnie du Chemin de Fer Franco-Ethiopien era una società a capitale essenzialmente francese che gestì la ferrovia Addis Abeba-Gibuti dal 1908 al 1959.

## Storia

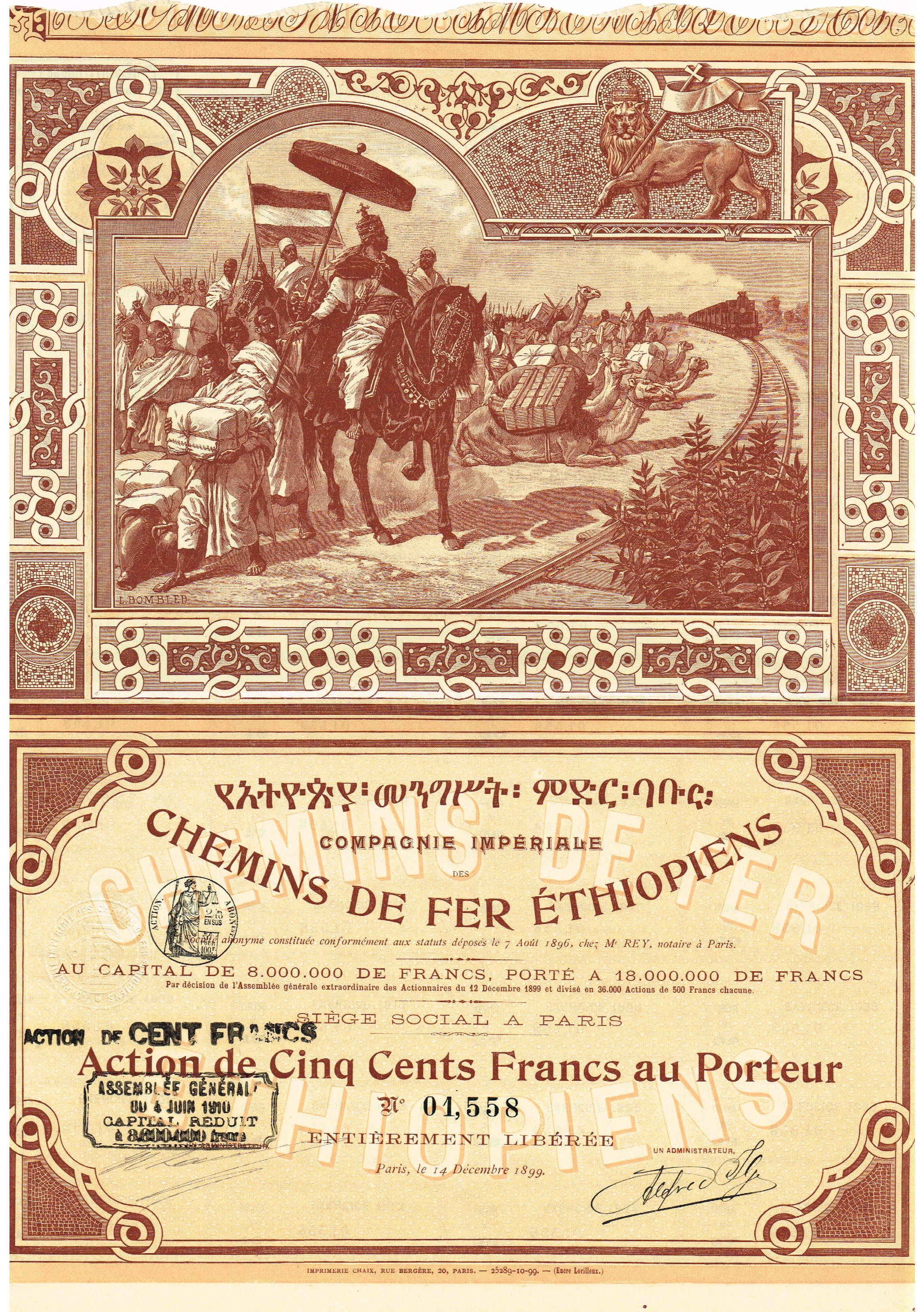
Certificato azionario della Compagnia imperiale delle ferrovie etiopiche del 1899

### Prodromi
Il 7 agosto 1896 nacque la "Compagnie Impériale des Chemins de Fer Ethiopiens", (C.I.E) per la costruzione e l'esercizio della ferrovia in Etiopia; in essa erano presenti interessi francesi e britannici.
Nel 1900 la società britannica Oceana progettò una ferrovia tra il porto di Zeila, in Somalia britannica, e Addis Harrar da collegare alla ferrovia nel villaggio di "Dire-Dawa". Tale località venne raggiunta il 24 dicembre 1902. I lavori proseguirono con molte difficoltà verso l'interno finché il 6 giugno 1907 non si bloccarono per bancarotta della Compagnia imperiale.

### Nascita della CFE
Il 30 gennaio 1908 venne fondata la "Compagnie du Chemin de Fer Franco-Ethiopien", (C.F.E.) con lo scopo di completare ed esercire la ferrovia intera tra Gibuti e Addis Abeba. I lavori ripresero alla fine del 1909; il 20 maggio 1914 fu raggiunta Akaki. I lavori si conclusero ad Addis Abeba, posta a 2.400 m, il 17 giugno 1917 con l'apertuta ufficiale all'esercizio dei 784 km di linea. Restava da costruire la stazione della capitale che venne inaugurata il 3 dicembre 1929.
Tra 1909 al 1959, la Compagnie du chemin de fer franco-éthiopien, sotto la tutela del governatorato francese che ne controllava l'assetto finanziario, mantenne l'esercizio della linea eccetto il periodo tra 1941 e 1946 in cui questo venne diviso, in quanto la parte etiopica era sotto gestione militare britannica.
Le condizioni di esercizio in Etiopia vennero modificate da diversi accordi tra la Compagnia e il governo etiopico. Il 31 marzo 1922 relativamente ai terreni su cui costruire la stazione di Addis Abeba e alla soppressione della dogana di Dire-Dawa. Il 20 marzo 1926 vennero definite le modalità di costruzione della stazione di Addis Abeba e il trasferimento alle autorità etiopiche dell'amministrazione di Dire Dawa.
In seguito all'invasione italiana dell'Etiopia nel 1936 la domanda di trasporto aumentò consistentemente anche se la Compagnia non ebbe aumenti consistenti del traffico ferroviario malgrado l'accordo tra Michel-Cote e le autorita coloniali italiane del 31 luglio 1936.
L'unificazione tra Etiopia ed Eritrea e la costruzione di una strada camionabile tra il porto d'Assab e Addis Abeba sottrassero traffico commerciale alla ferrovia di Gibuti.
L'occupazione dell'Etiopia da parte degli eserciti alleati portò l'interruzione della ferrovia alla frontiera; fu riaperta dopo il 1942 ma l'esercizio rimase diviso. L'accordo franco-etiopico del 5 settembre 1945 permise alla Compagnia di riprendere l'intero esercizio dal 1º luglio 1946. Questa decisione tuttavia innescò la protesta dei dipendenti etiopi che durante l'amministrazione britannica avevano assicurato il servizio in quanto sostituiti nelle varie mansioni da quelli francesi.
L'esercizio della Compagnia iniziò ad essere deficitario a partire dal 1954. La C.F.E. fu nazionalizzata il 12 novembre 1959 in seguito ad un trattato Franco-Etiopico.